# Zankyō no Terror
Zankyō no Terror (残響のテロル Zankyō no Teroru?, lit. Terror en el eco), también conocida como Terror in Tokyo en Japón y Terror in Resonance en Estados Unidos, es una serie de anime producida por Dentsu Inc., Aniplex y Fuji Television Network, y animada por el estudio MAPPA. Fue dirigida por Shin'ichirō Watanabe, cuenta con diseño de personajes de Kazuto Nakazawa y música de Yōko Kanno. La serie fue puesta al aire por el bloque de Fuji TV, noitaminA, el 10 de julio de 2014.
FUNimation adquirió los derechos para que la serie fuese emitida en Estados Unidos, mientras que Anime Limited los adquirió para emitirla en el Reino Unido y Madman Entertainment para Australia. Funimation presentó la serie en la Anime Expo, el 5 de julio de 2014.

## Argumento
Tokio ha sido diezmada por un sorpresivo ataque terrorista y la única evidencia de los culpables es un confuso y bizarro video subido al internet. La policía, desconcertada por la pista críptica, es impotente para detener la paranoia. Mientras el mundo busca a los autores intelectuales, dos misteriosos jóvenes -que aparentemente no deberían existir- llevan magistralmente su plan a cabo. Los que habían formado tal acto se llamaban Nine y Twelve, quienes ante el mundo se presentan como Sphinx, una entidad clandestina que está determinada a despertar a las personas de su letargo y "apretar el gatillo" de este mundo.

## Personajes
Nine (ナイン Nain?)/Arata Kokonoe (九重 新 Kokonoe Arata?)
 Seiyū: Kaito Ishikawa
Un joven de mente brillante y personalidad tranquila que se muda a Tokio y asiste al instituto como un estudiante de secundaria junto con Twelve bajo el nombre de Arata Kokonoe (九重 新, del cual 九 es el kanji de 9). Él es una de las mentes maestras detrás de Sphinx.
Twelve (ツエルブ Tsuerubu?)/Tōji Hisami (久見 冬二 Hisami Tōji?)
 Seiyū: Sōma Saitō
Un inocente pero misterioso joven que ve a Nine como su hermano y siempre está con él, operando Sphinx juntos. Es muy hábil manejando vehículos como motocicletas y motos de nieve. Su sentido del olfato esta más desarrollado que el de otros humanos, al igual que Nine, también tiene sinestesia. Su identidad como civil es Toji Hisami (久見 冬二, el cual 冬 es homófono con 十, el kanji de 10, y 二 es el kanji de 2).
Lisa Mishima (三島 リサ Mishima Lisa?)
 Seiyū: Atsumi Tanezaki
Es una civil con problemas de depresión que se ve envuelta en un atentado de Sphinx, en el cual descubre a Twelve y este le da la opción de morir o ser cómplice de ellos. La elección de Lisa la llevará a involucrarse en diversos incidentes y problemas posteriores.
Kenjirō Shibazaki (柴崎 健次郎 Shibazaki Kenjirō?)
 Seiyū: Shunsuke Sakuya
Un miembro del Departamento de Policía Metropolitano de Tokio que antes había sido parte de la división de investigaciones de la policía, pero que fue relegado en la sección de archivos por un incidente en su última investigación. Se vuelve el encargado de investigar los ataques terroristas causados por Sphinx.
Five (ハイヴ Haivu?)
 Seiyū: Megumi Han
Una agente norteamericana del FBI que viaja a Japón como parte de sus deberes con NEST para prestar a apoyo a las investigaciones de los ataques terroristas. Una maestra hacker la cual posee un vínculo con Nine y Twelve de algunos sucesos en el pasado.

## Lanzamiento

### Música
La banda sonora fue compuesta por Yōko Kanno. El tema de apertura es Trigger, compuesto por Kanno e interpretada por el vocalista de Galileo Galilei, Yuuki Ozaki. El tema de cierre es Dare ka, Umi o (誰か、海を。 lit. Alguien, el océano?) compuesto por Yōko Kanno e interpretada por Aimer.
| Track Listing |             |                                    |                |          |  |
| N.º           | Título      | Letras                             | Intérprete     | Duración |  |
| 1.            | «lolol»     |                                    |                | 1:39     |  |
| 2.            | «von»       | Bragi Valdimar Skúlason            | Arnór Dan      | 6:14     |  |
| 3.            | «ess»       |                                    |                | 3:36     |  |
| 4.            | «saga»      |                                    |                | 4:54     |  |
| 5.            | «fugl»      |                                    |                | 2:28     |  |
| 6.            | «hanna»     | Yoko Kanno                         | Hanna Berglind | 4:30     |  |
| 7.            | «veat»      |                                    |                | 3:46     |  |
| 8.            | «lava»      | Christopher Chu                    | POP ETC        | 4:51     |  |
| 9.            | «walt»      |                                    |                | 3:12     |  |
| 10.           | «birden»    |                                    | Arnór Dan      | 4:45     |  |
| 11.           | «Fa»        |                                    |                | 5:38     |  |
| 12.           | «nc17»      |                                    |                | 4:43     |  |
| 13.           | «ís»        | Christopher Chu & Keisuke Tominaga | POP ETC        | 2:41     |  |
| 14.           | «22»        | Christopher Chu & Keisuke Tominaga | Ryo Nagano     | 2:44     |  |
| 15.           | «seele»     |                                    |                | 2:03     |  |
| 16.           | «lev low»   |                                    |                | 2:34     |  |
| 17.           | «ili lolol» |                                    |                | 5:41     |  |
| 18.           | «bless»     |                                    | Arnór Dan      | 3:11     |  |